# SSA Jagiellonia Białystok
A Jagiellonia Białystok lengyel labdarúgócsapat, amelynek székhelye Białystokban található. A klubot 1920. május 30-án alapították. A 2023-24-es idényben először nyerték meg a lengyel bajnokságot. 2010-ben megnyerték a lengyel kupát. 2003 óta szerepel jelenlegi nevén. A klub színei a piros és a sárga.

## Története

### 1900-as évek
A klubot 1920-ban alapították meg. Több évtizedig az alsóbb osztályokban szerepelt, egészen 1975-ig, amikor is feljutottak a másodosztályba. Első szezonjukban nem is vallottak szégyent, hiszen a kilencedik helyen végeztek. Azonban három itt eltöltött évad után, kiestek a harmadosztályba. Két szezon után sikerült a visszatérés, ráadásul a harmadik vonal bajnokaként kerültek vissza. Megragadni nem tudtak, egy szezon után rögtön búcsúztak. Két évet kellett várni az újbóli másodosztályú szereplésre. Évek múlásával egyre jobb pozíciókban végeztek itt. 1987-ben végre sikerült az, ami korábban még sohasem. A csapat feljutott a lengyel első osztályba. 1988-ban, és 1989-ben is nyolcadikként végeztek. 89-ben a lengyel kupa ezüstérmeseként végeztek, miután a fináléban vereséget szenvedtek a Legia Warszawától. 1990-ben, utolsó helyezettként estek ki az Ekstraklasából. A 90-es években egyszer szerepeltek még az első osztályban, de megjárták a negyedosztályt is. 1998-tól, 2000-ig szerepeltek ott.

### 2000-es évek
A 2000-es években egészen 2007-ig kellett várni az első igazán nagy sikerre. Ekkor jutottak fel történetük során harmadszor az első ligába. A következő évadokat rendre a középmezőnyben fejezték be. 2010-ben a csapat eljutott a Lengyel Kupa döntőjéig, amit végül sikerült megnyerniük, a Pogoń Szczecin ellen. Ez volt a klub első nagy trófeája.
2016-2017-es szezonban megnyerték a lengyel élvonalbeli labdarúgó bajnokságot. 2015-ben és 2018-ban bronzérmes lett a klub az élvonalban. 

## Névváltozások
- 1932–1946 Jagiellonia Białystok
- 1946–1948 P.K.S. Motor Białystok

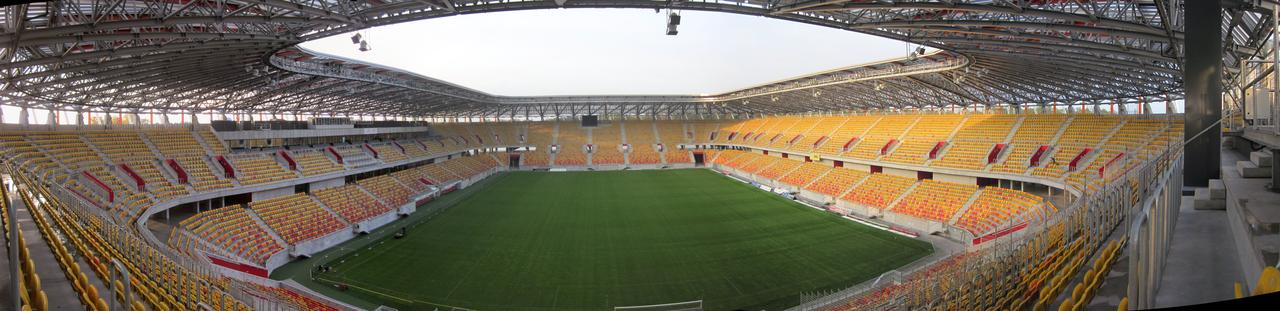
Stadion Miejski: 22.386

- 1948–1949 Klub Sportowy Białystok Wicie
- 1949–1951 Związkowiec Białystok
- 1951–1955 Budowlani Białystok
- 1955–1973 Jagiellonia Białystok Budowlani
- 1973–1999 Jagiellonia Białystok MKSB
- 1999–2003 Jagiellonia Białystok-Wersal Podlaski
- 2003– SSA Jagiellonia Białystok

## Sikerek

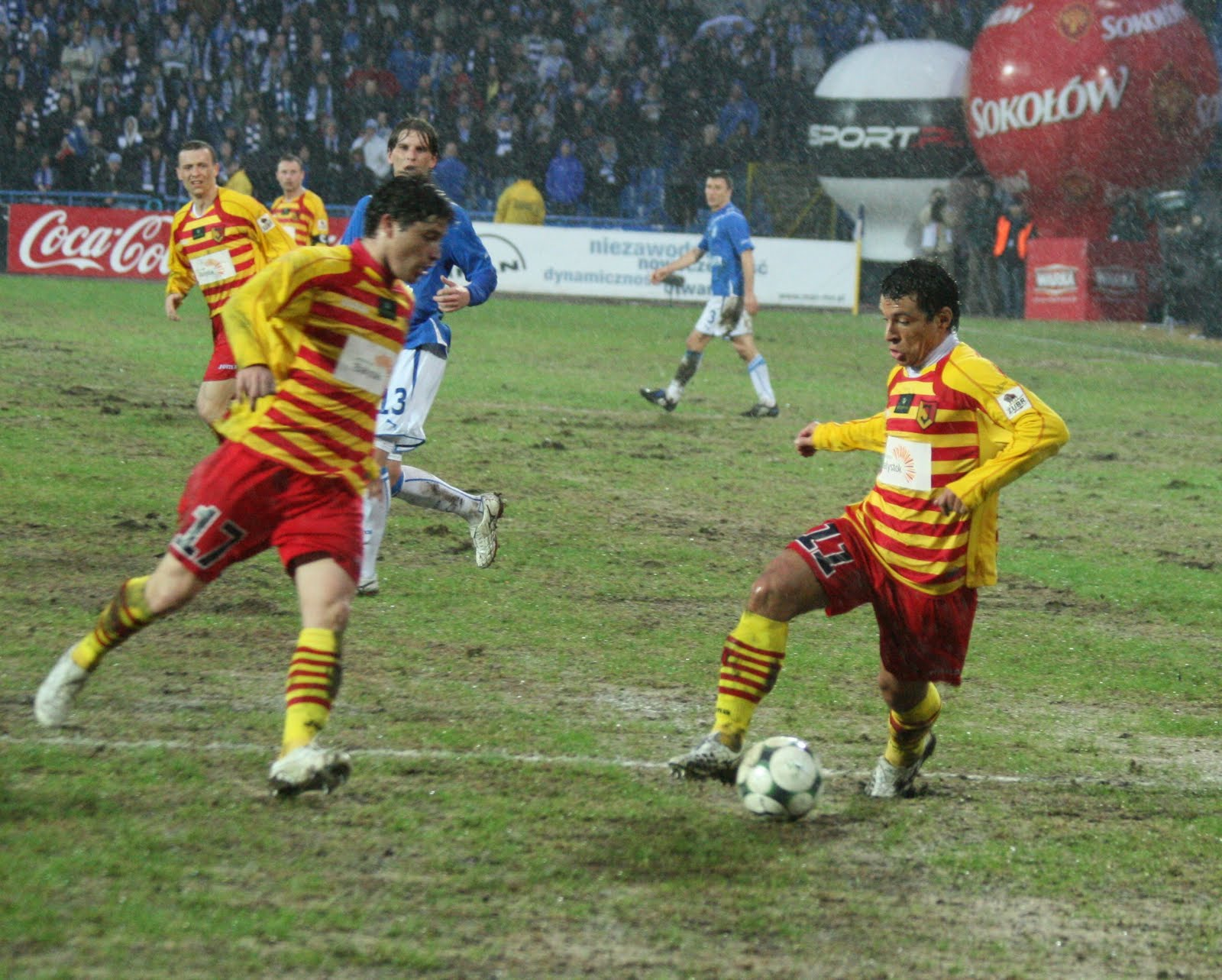
Jagiellonia Białystok v Lech Poznań

Lengyel kupa
- Győztes (1): 2009–10
- Döntős (2): 1988–89, 2018–19

Lengyel szuperkupa
- Győztes (1): 2010

I Liga (másodosztály)
- Győztes (1): 1986–87

Remes Cup Extra
- Döntős (3): 2009, 2010, 2011

## Nemzetközi kupaszereplés

### Európa-liga
| Szezon  | Bajnokság   | Forduló         | Ország      | Csapat             | Otthon | Idegenben | Össz. |
| ------- | ----------- | --------------- | ----------- | ------------------ | ------ | --------- | ----- |
| 2010–11 | Európa-liga | 3. selejtezőkör | Görögország | Árisz              | 1-2    | 2-2       | 3-4   |
| 2011–12 | Európa-liga | 1. selejtezőkör | Kazahsztán  | Jertisz Pavlodar   | 1-0    | 0-2       | 1-2   |
| 2015–16 | Európa-liga | 1. selejtezőkör | Litván      | Kruoja Pakruojis   | 8-0    | 1-0       | 9-0   |
| 2015–16 | Európa-liga | 2. selejtezőkör | Ciprus      | Omónia Lefkoszíasz | 0-0    | 0-1       | 0-1   |
| 2017–18 | Európa-liga | 1. selejtezőkör | GEO         | Dinamo Batumi      | 4-0    | 1-0       | 5-0   |
| 2017–18 | Európa-liga | 2. selejtezőkör | AZE         | Qəbələ PFK         | 0-2    | 1-1       | 1-3   |
| 2018–19 | Európa-liga | 2. selejtezőkör | POR         | Rio Ave FC         | 1-0    | 4-4       | 5-4   |
| 2018–19 | Európa-liga | 3. selejtezőkör | BEL         | KAA Gent           | 0-1    | 1-3       | 1-4   |

## Játékoskeret

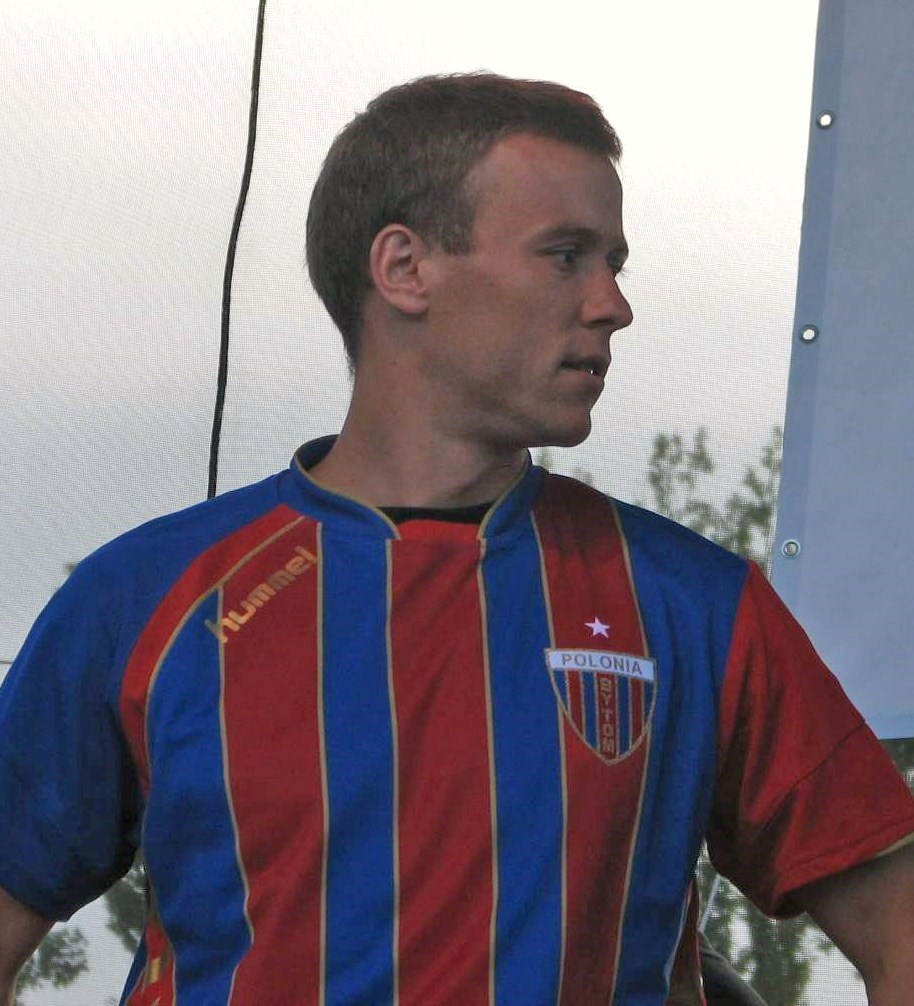
Rafał Grzyb - egykori csapatkapitány

2022. augusztus 27. szerint
| #  |     | Poszt | Név                   |
| -- | --- | ----- | --------------------- |
| 1  | SRB | K     | Zlatan Alomerović     |
| 2  | POL | V     | Michał Pazdan         |
| 4  | ESP | V     | Israel Puerto         |
| 5  | BIH | V     | Bojan Nastić          |
| 6  | POL | KP    | Taras Romanczuk       |
| 7  | ESP | KP    | Juan Cámara           |
| 8  | POR | KP    | Nené                  |
| 9  | POL | CS    | Bartosz Bida          |
| 11 | ESP | CS    | Jesús Imaz            |
| 14 | CZE | KP    | Tomáš Přikryl         |
| 17 | CRO | V     | Ivan Runje            |
| 18 | POL | CS    | Tomasz Kupisz         |
| 19 | POL | V     | Paweł Olszewski       |
| 20 | POL | V     | Kacper Tabiś          |
| 22 | POL | KP    | Oliwier Wojciechowski |
| 25 | ROM | V     | Bogdan Țîru           |
| 26 | CZE | KP    | Martin Pospíšil       |

| #  |     | Poszt | Név                                           |
| -- | --- | ----- | --------------------------------------------- |
| 27 | POL | V     | Bartłomiej Wdowik                             |
| 28 | ESP | CS    | Marc Gual (kölcsönben a Dnyipro-1 csapatától) |
| 30 | POL | CS    | Maciej Twarowski                              |
| 33 | POL | K     | Bartłomiej Żynel                              |
| 34 | POL | CS    | Maciej Bortniczuk                             |
| 36 | POL | V     | Jakub Lewicki                                 |
| 40 | POL | V     | Patryk Czerech                                |
| 41 | POL | V     | Michał Ozga                                   |
| 42 | POL | KP    | Mikołaj Wasilewski                            |
| 50 | POL | K     | Sławomir Abramowicz                           |
| 51 | POL | KP    | Bartosz Bernatowicz                           |
| 60 | POL | CS    | Mateusz Kowalski                              |
| 66 | POL | K     | Miłosz Piekutowski                            |
| 72 | POL | V     | Mateusz Skrzypczak                            |
| 74 | POL | CS    | Andrzej Trubeha                               |
| 77 | POL | KP    | Wojciech Łaski                                |